# Specs Wright
Charles „Specs“ Wright (* 8. September 1927 in Philadelphia, Pennsylvania; † 6. Februar 1963 ebenda) war ein amerikanischer Jazz-Schlagzeuger.
Wright spielte bis 1947 in einer Band der US Army. Er war dann Mitglied der Gruppen des Saxophonisten Jimmy Heath und des Trompeters Howard McGhee, bevor er sich 1949 der Dizzy Gillespie Big Band anschloss. Im gleichen Jahr war er auch Schlagzeuger bei John Coltranes ersten kommerziellen Aufnahmen. 1950 nahm er mit dem Sextet von Dizzy Gillespie auf, dem auch Coltrane, Jimmy Heath, Percy Heath und Milt Jackson angehörten.
In den 1950er Jahren arbeitete Wright mit Musikern wie dem Saxophonisten Earl Bostic, dem Pianisten Kenny Drew, Sr., dem Saxophonisten Cannonball Adderley, dem Schlagzeuger Art Blakey (Orgy in Rhythm) und der Sängerin Carmen McRae. 1958 wirkte er an der LP-Reihe Monday Night at Birdland des Septetts von Hank Mobley mit. Zur gleichen Zeit spielte er auch mit dem Saxophonisten Sonny Rollins und der Sängerin Betty Carter.
1959 gehörte er kurze Zeit dem Trio von Red Garland an, das in dieser Zeit mit dem Saxophonisten Coleman Hawkins aufnahm. 1960 und 1961 begleitete er die Vokalgruppe Lambert, Hendricks & Ross.